# Крамштык, Роман
Роман Крамштык (пол. Roman Kramsztyk; 18 августа 1885, Варшава — 6 августа 1942, Варшава) — польский художник еврейского происхождения.

## Биография
Родился в Варшаве в семье, принадлежащей к элитарной среде ассимилированных евреев Варшавы. Сын врача Юлиана Крамштыка (1851—1925), внук раввина Исаака (Ицека-Маниса) Крамштыка (1814—1899). Вплоть до второй мировой войны в его творчестве не появлялись мотивы из еврейской среды, но антисемитская печать всегда упоминала о его происхождении.
Крамштык учился в Краковской академии искусств под руководством Юзефа Мехоффера, а также в Варшаве в частной школе Адольфа Эдварда Герштейна, затем в Берлине и в Мюнхене. Предвоенные 1910-1914 годы Крамштык провёл в Париже. В связи с начавшейся Первой мировой войной, вместе с друзьями-художниками Ильёй Эренбургом и Евгением Заком был вынужден переехать в Лозанну. Позже жил в Польше, в 1922 году переселился в Париж. Ежегодно на летний отдых выезжал в Польшу, где в 1939 году неожиданно был вынужден остаться из-за начавшейся войны.
Хотя он не воспринимал себя членом еврейской общины, он остался в варшавском гетто.
Его уцелевшие наброски о жизни гетто стали свидетельством нищеты, голода и смерти евреев во время Холокоста.
Роман Крамштык был застрелен на улице гетто солдатом Русской освободительной армии   в первые дни ликвидации варшавского гетто.

## Творчество
Был представителем классического направления в польской живописи, оставался под влиянием искусства Поля Сезанна.
В 1917 году присоединился к Первой выставке польских экспрессионистов. В 1922 году был одним из основателей общества «Rytm” (Рифм). Участвовал в многих выставках искусства в Польше и других странах Европы.
Был другом варшавских писателей и поэтов, создал их портреты с оттенком тонкого юмора, такие как «Поэт» (Ян Лехонь), «Шахматист», «Γурман» (Кароль Шустер) или «Ванитас» (Vanitas).

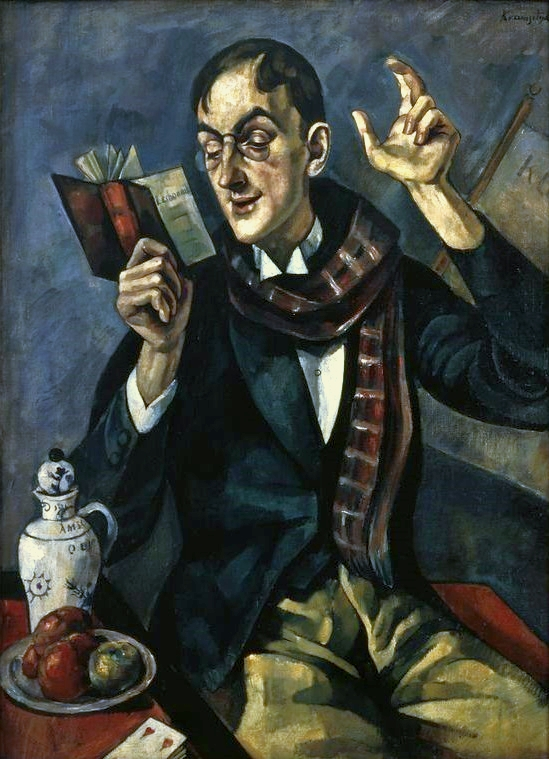
Поэт (Ян Лехонь)
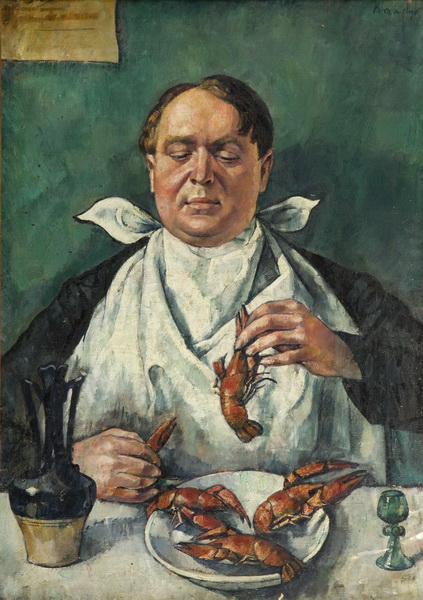
Γурман (Кароль Шустер) (1927)
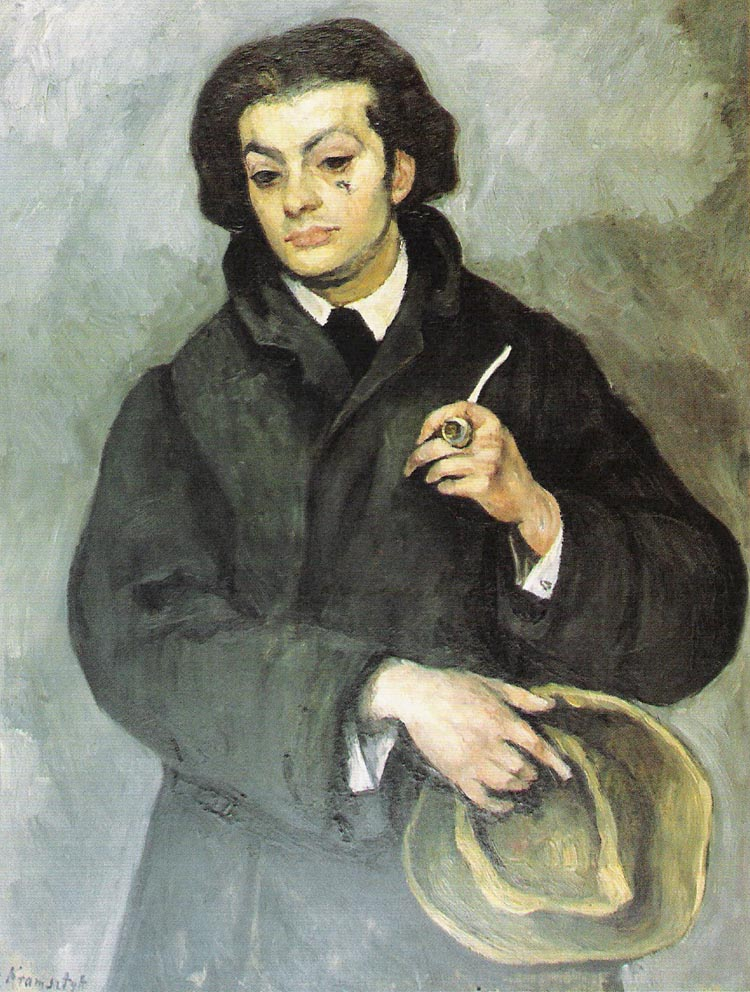
Портрет художника Моисея Кислинга (1913)
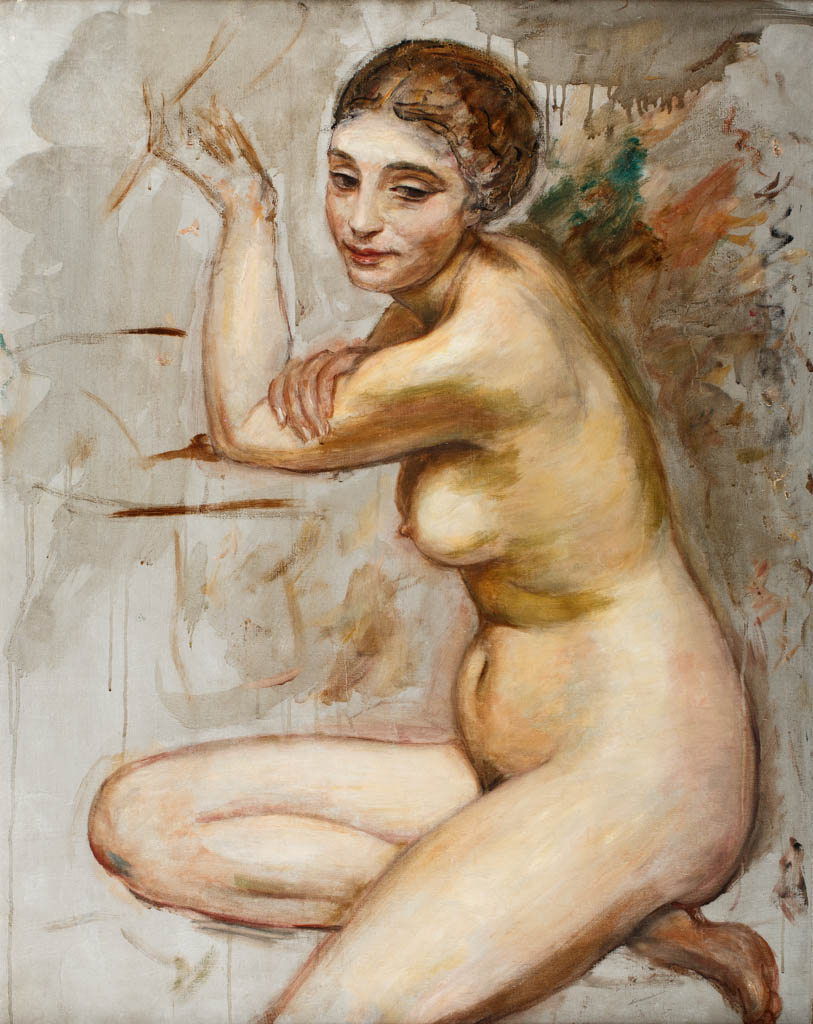
Ню
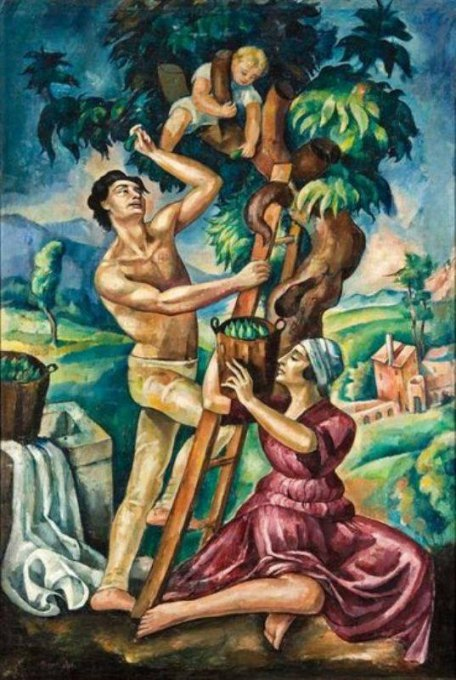
Сбор инжира (1921)
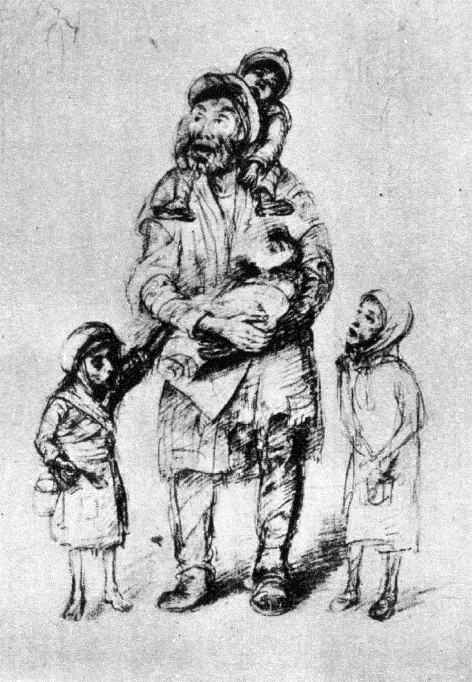
Старый еврей с детьми (1941)